# Dicranomyia submulsa
Dicranomyia submulsa är en tvåvingeart som först beskrevs av Alexander 1971.  Dicranomyia submulsa ingår i släktet Dicranomyia och familjen småharkrankar. Inga underarter finns listade i Catalogue of Life.